# Zygodon erosus
Zygodon erosus là một loài Rêu trong họ Orthotrichaceae. Loài này được Mitt. miêu tả khoa học đầu tiên năm 1886.